# Dolegna del Collio
Dolegna del Collio este o comună din provincia Gorizia, regiunea Friuli-Veneția Giulia, Italia, cu o populație de 306 locuitori (1 ianuarie 2023) și o suprafață de 12,88 km². Până în 1918 a aparținut de Litoralul austriac al Austro-Ungariei.

## Demografie
Dolegna del Collio - evoluția demografică

|  | Graficele sunt indisponibile din cauza unor probleme tehnice. Mai multe informații se găsesc la Phabricator și la wiki-ul MediaWiki. |

Date: Recensăminte sau birourile de statistică - grafică realizată de Wikipedia

## Personalități născute aici
- Pietro Zorutti (1792 - 1867), poet.